# Liste der Naturdenkmale in Hellenhahn-Schellenberg
Die Liste der Naturdenkmale in Hellenhahn-Schellenberg nennt die im Gemeindegebiet von Hellenhahn-Schellenberg ausgewiesenen Naturdenkmale (Stand 13. Juni 2024).

## Naturdenkmale
| Nr.         | Bezeichnung | Lage                                              | Beschreibung                                                     | Bild                          |
| ----------- | ----------- | ------------------------------------------------- | ---------------------------------------------------------------- | ----------------------------- |
| ND-7143-454 | Seitenstein | südöstlich des Ortes; Abteilung Hahnköpfchen Lage | Basaltblockaufschichtung; flächenhaftes Naturdenkmal, ca. 0,4 ha | mehr Fotos \| Fotos hochladen |